# Harjumaa
Nota linguística: Não confundir krahvkond (condado) com maakond (divisão administrativa)..
Harjumaa (Estoniano Harju maakond ou Harjumaa) é uma das regiões ou maakond da Estónia na costa sul do Golfo da Finlândia. Faz fronteiras com Läänemaa a sudoeste, Raplamaa e Järvamaa ao sul e Lääne-Virumaa a leste. Tallinn, a capital da Estónia, fica nesta região.

## População
Mais de um terço da população da Estônia vive em Harjumaa, incluindo uma significativa minoria russa:
- estónios: 59,2%;
- russos: 32,6%;
- ucranianos: 3,4%;
- bielorrussos: 1,8%;
- outras nacionalidades: 3%.

## Política
O Governo da região de Harju (Maakonnavalitsus) é chefiado pelo governador (maavanem) Värner Lootsmann.

## Municípios
Existem seis municípios urbanos (est: linnad - towns) e 17 muncípios rurais (est: vallad - freguesias ou paróquias) na região.

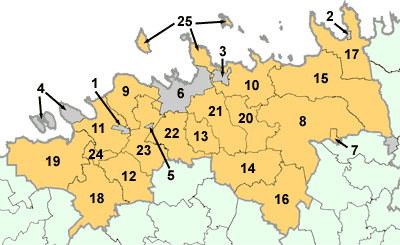
Municípios de Harjumaa

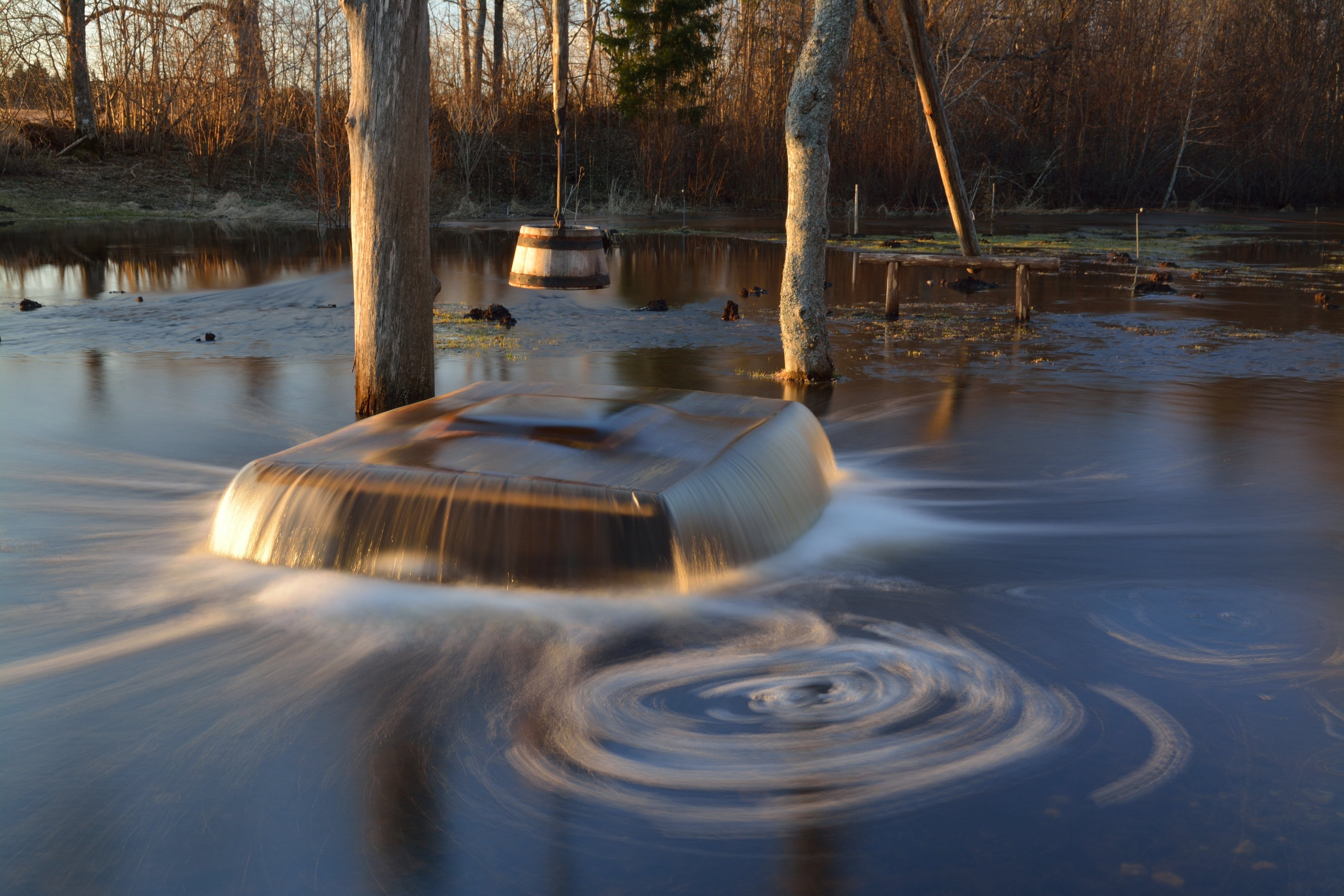
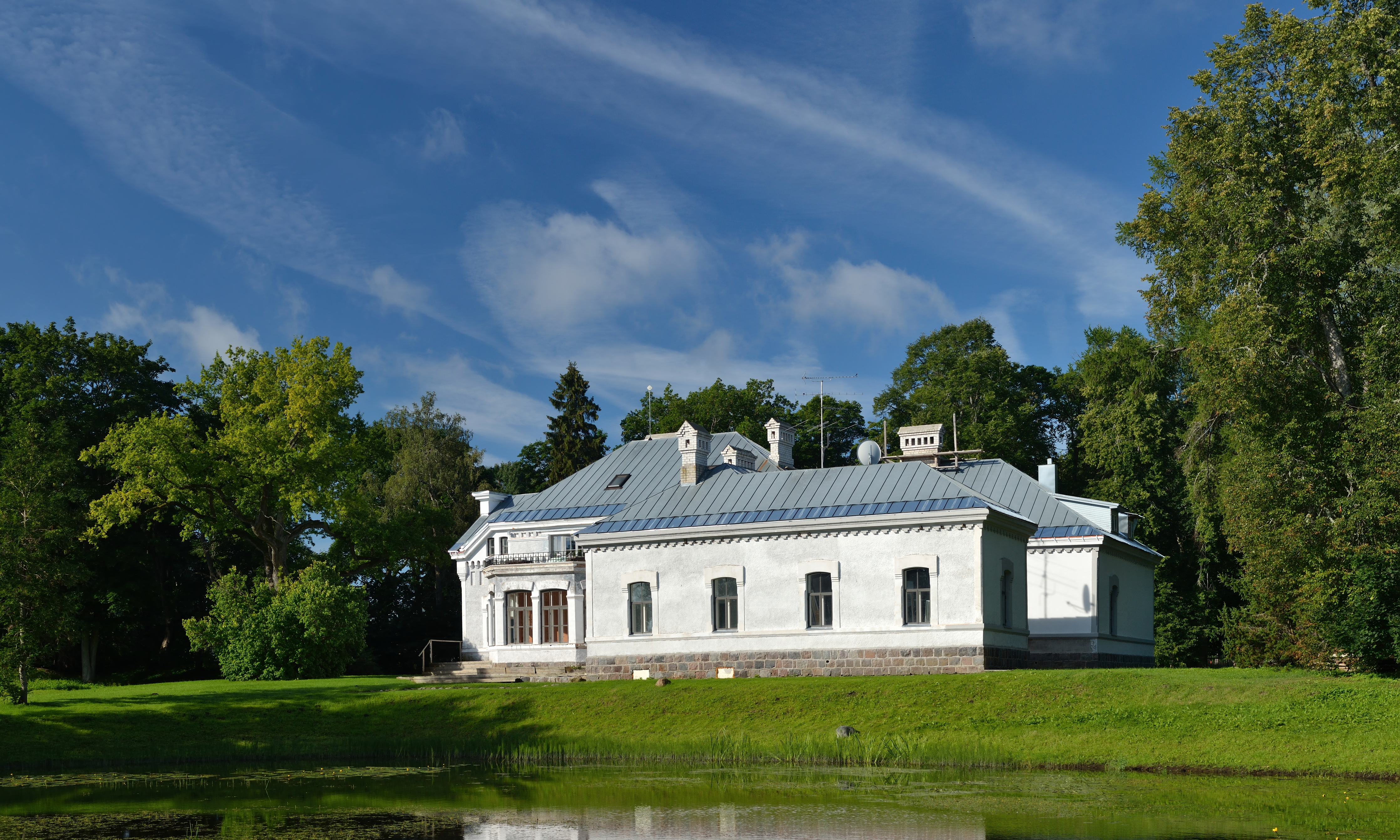
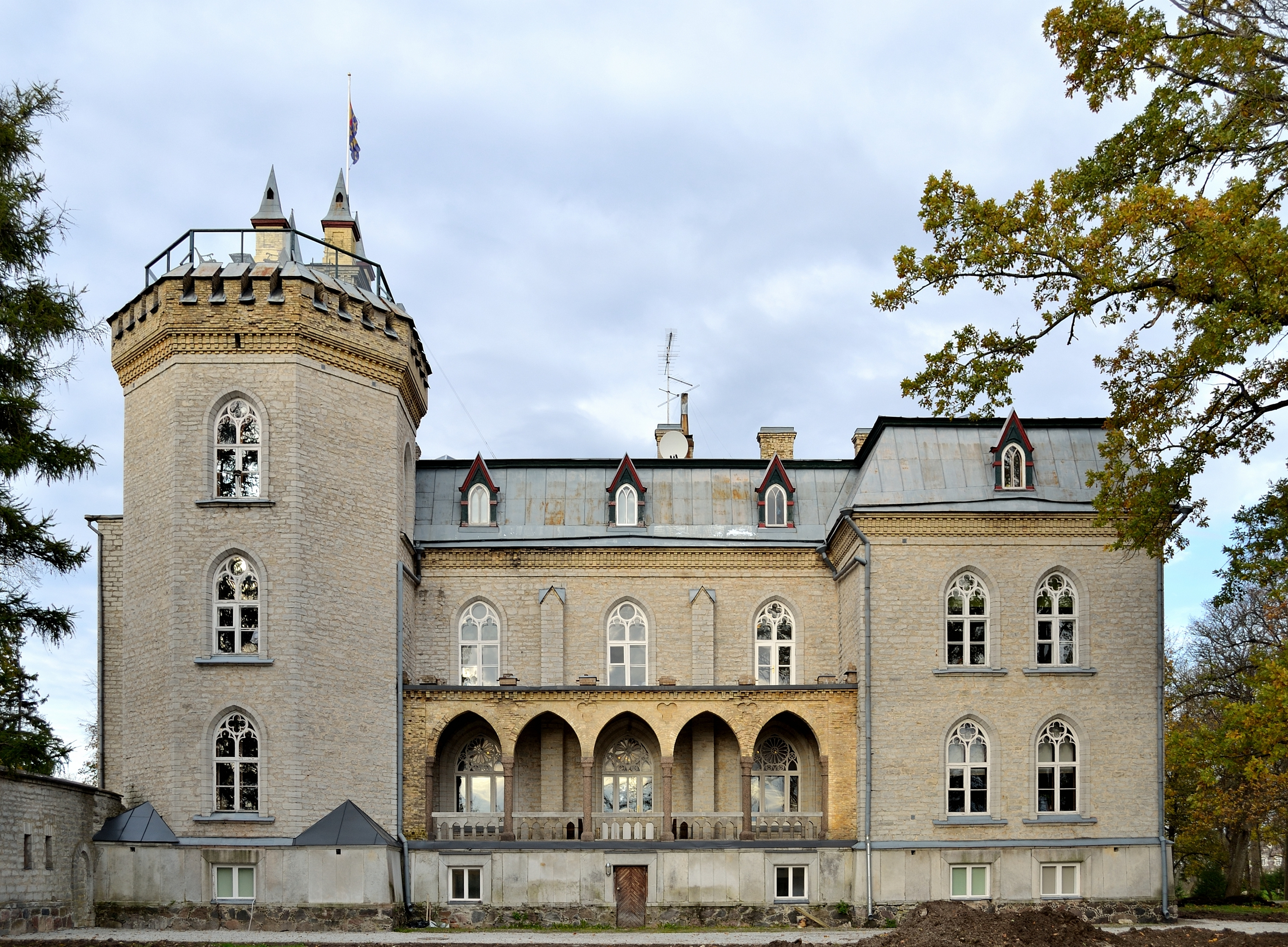
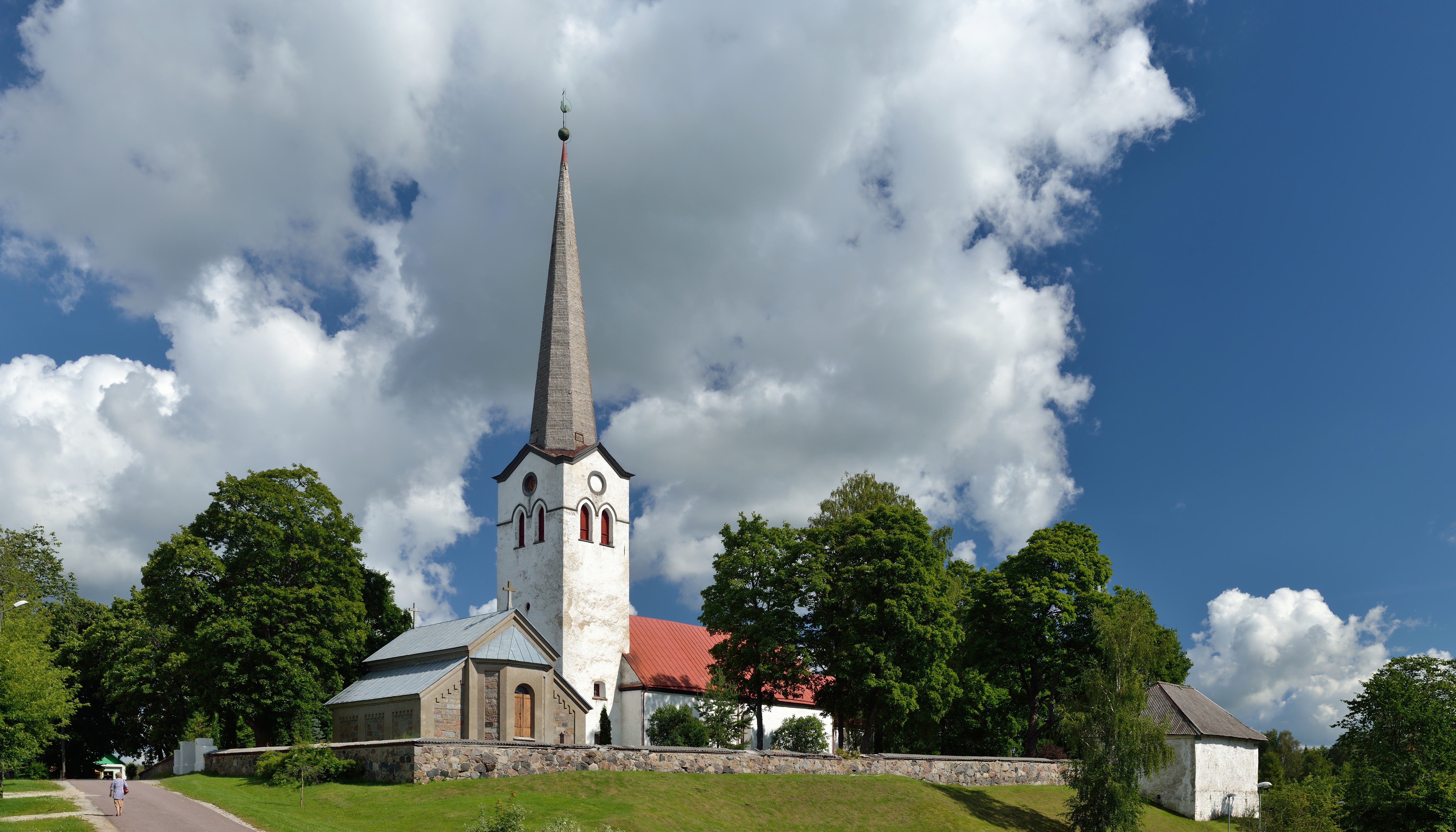
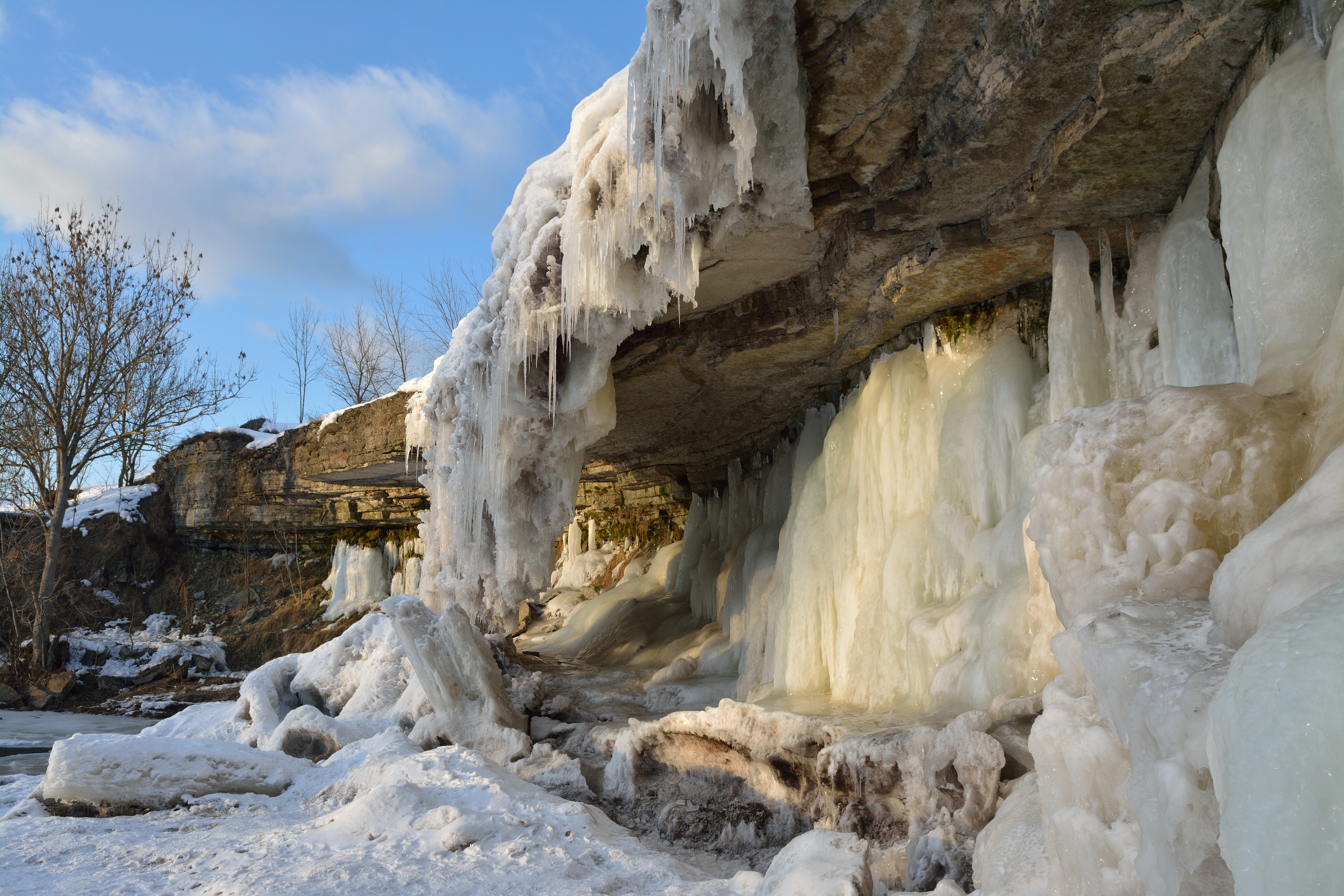
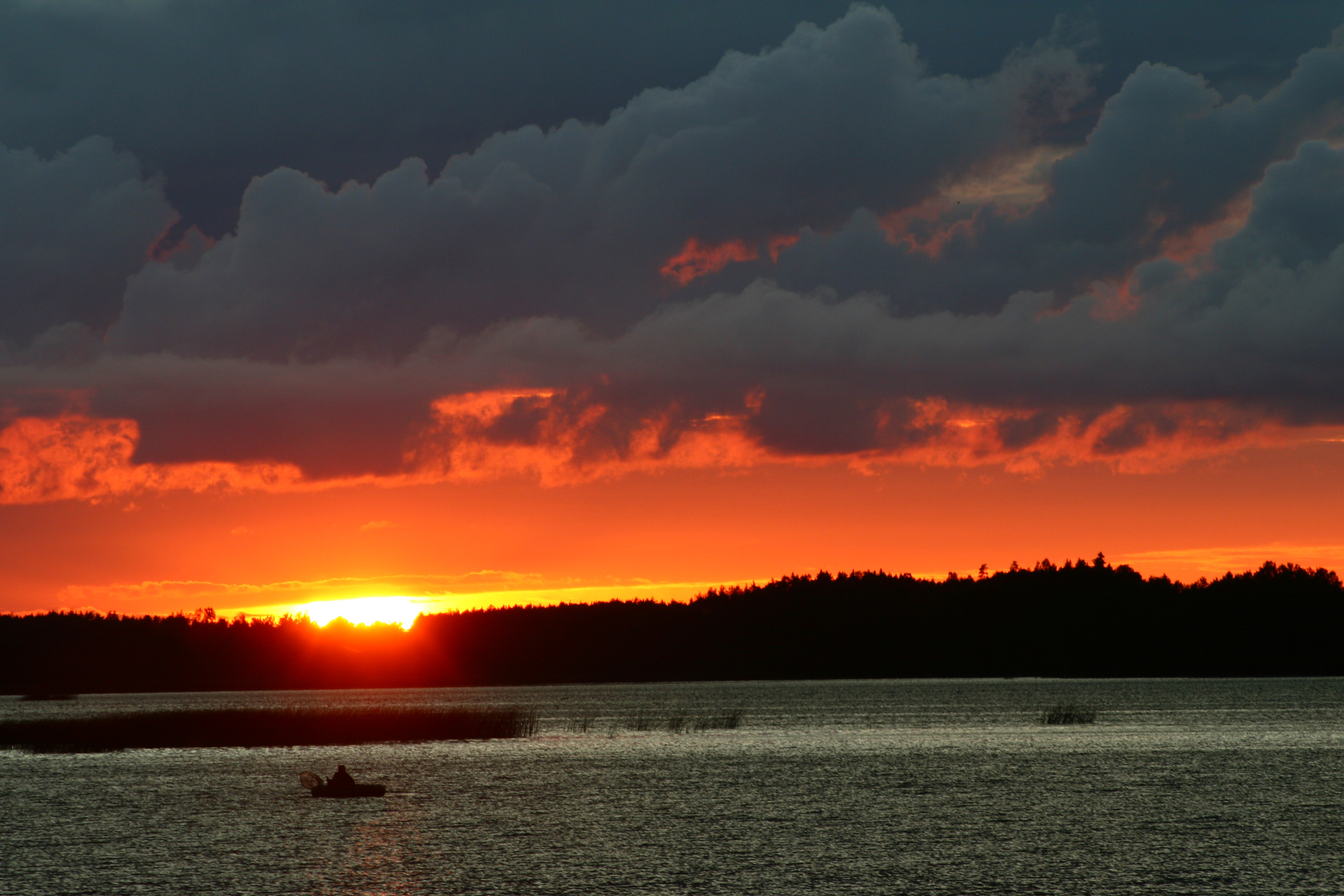
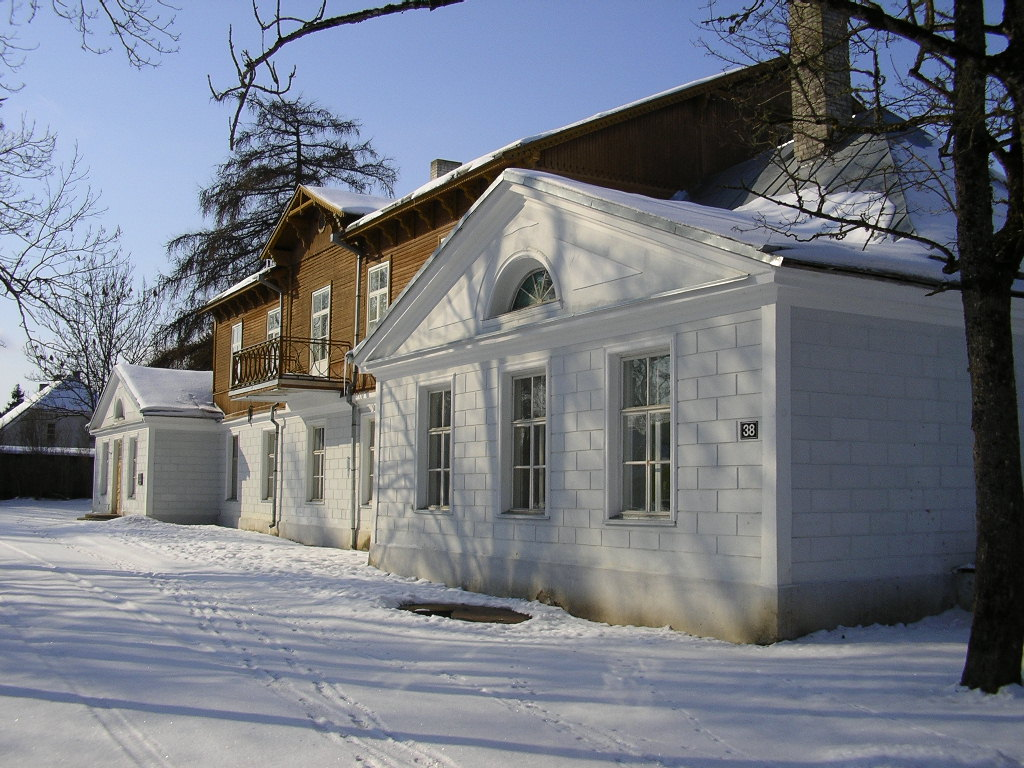

Munícipios urbanos:
- 1 Keila
- 2 Loksa
- 3 Maardu
- 4 Paldiski
- 5 Saue
- 6 Tallinn

Municípios rurais:
- 7 Aegviidu
- 8 Anija
- 9 Harku
- 10 Jõelähtme
- 11 Keila
- 12 Kernu
- 13 Kiili
- 14 Kose
- 15 Kuusalu
- 16 Nissi
- 17 Padise
- 18 Raasiku
- 19 Rae
- 20 Rae
- 21 Saue
- 22 Vasalemma
- 23 Viimsi